# Moldova Open 2025
Il Moldova Open 2025 è stato un torneo maschile di tennis professionistico. È stata la 1ª edizione del torneo, facente parte della categoria Challenger 50 nell'ambito dell'ATP Challenger Tour 2025, con un montepremi di 54 000 €. Si è giocato dal 26 maggio al 1° giugno 2025 sui campi in cemento della Chișinău Arena di Chișinău, in Moldavia.

## Partecipanti

### Teste di serie
| Nazionalità | Giocatore        | Ranking* | Testa di serie |
| ----------- | ---------------- | -------- | -------------- |
|             | Ilia Simakin     | 247      | 1              |
| Regno Unito | Jay Clarke       | 250      | 2              |
| Kazakistan  | Denis Yevseyev   | 271      | 3              |
| Moldavia    | Radu Albot       | 278      | 4              |
| Georgia     | Saba Purtseladze | 286      | 5              |
| Francia     | Robin Bertrand   | 294      | 6              |
| Italia      | Lorenzo Giustino | 299      | 7              |
| Francia     | Clément Chidekh  | 309      | 8              |

* Ranking al 19 maggio 2025.

### Altri partecipanti
I seguenti giocatori hanno ricevuto una wild card per il tabellone principale:
- Aleksandre Bakshi
- Cem İlkel
- Ilya Snițari

Il seguente giocatore è entrato in tabellone nell'ambito del College Accelerator Programme:
- Toby Samuel

Il seguente giocatore è entrato in tabellone nell'ambito dello Junior Accelerator Programme:
- Charlie Robertson

I seguenti giocatori sono passati dalle qualificazioni:
- Olaf Pieczkowski
- Lilian Marmousez
- Giles Hussey
- Mukund Sasikumar
- Stuart Parker
- Harry Wendelken

## Punti e montepremi
| Torneo    | Torneo              | V     | F     | SF    | QF    | 2T  | 1T  | Q | Q2  | Q1  |
| Singolare | Punti               | 50    | 25    | 14    | 8     | 4   | 0   | 3 | 1   | 0   |
| Singolare | Premi in denaro (€) | 4 910 | 2 950 | 1 735 | 1 000 | 600 | 360 | – | 180 | 110 |
| Doppio    | Punti               | 50    | 25    | 14    | 8     | –   | 0   | – | –   | –   |
| Doppio    | Premi in denaro (€) | 1 900 | 1 110 | 670   | 390   | –   | 225 | – | –   | –   |

## Campioni

### Singolare
Clément Chidekh ha sconfitto in finale  Ilia Simakin con il punteggio di 7–6(6), 7–5.

### Doppio
Szymon Kielan /  Filip Pieczonka hanno sconfitto in finale  Lukáš Pokorný /  Ilia Simakin con il punteggio di 6–4, 6–0.